# Frohmuhl (Bas-Rhin)
Pour les articles homonymes, voir Frohmuhl.
Frohmuhl [fʁomyl]  est une commune française située dans la circonscription administrative du Bas-Rhin et, depuis le 1er janvier 2021, dans le territoire de la Collectivité européenne d'Alsace, en région Grand Est.
Cette commune se trouve dans la région historique et culturelle d'Alsace. Elle fait partie du parc naturel régional des Vosges du Nord.

## Géographie

### Localisation
Village typique des vallées encaissées dans le grès rose du Plateau lorrain, Frohmuhl est, comme d'autres villages d'Alsace Bossue (Tieffenbach, Wingen-sur-Moder...) coupé en deux par la voie ferrée Strasbourg-Sarreguemines et la rivière Eichel.

### Communes limitrophes
| Weislingen  |          |           |
| Tieffenbach | Frohmuhl | Puberg    |
| Struth      |          | Hinsbourg |

### Sismicité
Commune située dans une zone 2 de sismicité faible.

### Géologie et relief
La commune se compose de 40,53 hectares de territoires artificialisés (5,73 %), 484,85 hectares de territoires agricoles (68,58 %) et 181,78 hectares de forêts et milieux semi-naturels (25,71 %).
Espaces naturels :
- Trois espaces protégés hors Natura 2000 : Bassigny, partie Lorraine,

Réserve de Biosphère, zone tampon,
Réserve de Biosphère, zone de transition,
Parc naturel régional.
Les pentes environnant le village et la vallée elle-même se sont reboisées à la suite de l'abandon de l'agriculture dans la seconde moitié du XXe siècle, ce qui les étouffe, les assombrit et les rend encore plus humides.

### Hydrographie et les eaux souterraines
Hydrogéologie et climatologie
Système d’information pour la gestion des eaux souterraines du bassin Rhin-Meuse]
Territoire communal : Occupation du sol (Corinne Land Cover); Cours d'eau (BD Carthage),
Géologie : Carte géologique; Coupes géologiques et techniques,
Hydrogéologie : Masses d'eau souterraine; BD Lisa; Cartes piézométriques.
La commune est dans le bassin versant du Rhin au sein du bassin Rhin-Meuse. Elle est drainée par le ruisseau l'Eichel,.
L'Eichel, d'une longueur totale de 32,4 km, prend sa source dans la commune de Petersbach et se jette  dans la Sarre à Herbitzheim, après avoir traversé 16 communes. 

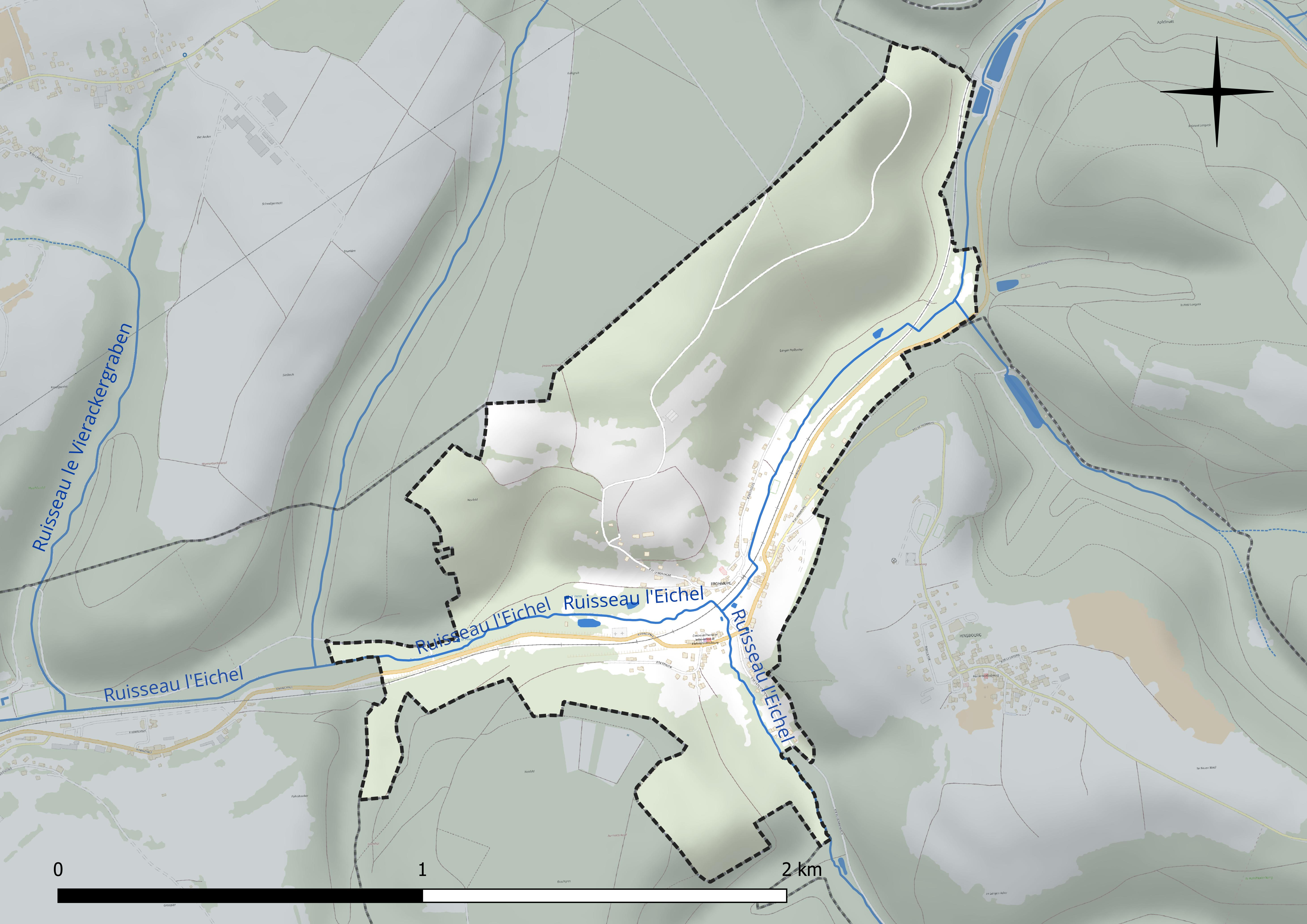
Réseau hydrographique de Frohmuhl.

### Climat
Pour des articles plus généraux, voir Climat du Grand Est et Climat du Bas-Rhin.
En 2010, le climat de la commune est de type climat des marges montargnardes, selon une étude du Centre national de la recherche scientifique s'appuyant sur une série de données couvrant la période 1971-2000. En 2020, Météo-France publie une typologie des climats de la France métropolitaine dans laquelle la commune est exposée à un climat semi-continental et est dans la région climatique  Vosges, caractérisée par une pluviométrie très élevée (1 500 à 2 000 mm/an) en toutes saisons et un hiver rude (moins de 1 °C). 
Pour la période 1971-2000, la température annuelle moyenne est de 9,7 °C, avec une amplitude thermique annuelle de 17 °C. Le cumul annuel moyen de précipitations est de 939 mm, avec 12,6 jours de précipitations en janvier et 10,3 jours en juillet. Pour la période 1991-2020, la température moyenne annuelle observée sur la station météorologique de Météo-France la plus proche, « Berg », sur la commune de Berg à 9 km à vol d'oiseau, est de 10,4 °C et le cumul annuel moyen de précipitations est de 801,8 mm. 
La température maximale relevée sur cette station est de 37,4 °C, atteinte le 25 juillet 2019 ; la température minimale est de −16,8 °C, atteinte le 7 février 2012,,. 
Les paramètres climatiques de la commune ont été estimés pour le milieu du siècle (2041-2070) selon différents scénarios d'émission de gaz à effet de serre à partir des nouvelles projections climatiques de référence DRIAS-2020. Ils sont consultables sur un site dédié publié par Météo-France en novembre 2022.

### Voies de communications et transports

#### Voies routières
- D 919 vers Tieffenbach[17].
- D 251 vers Hinsbourg.

#### Transports en commun

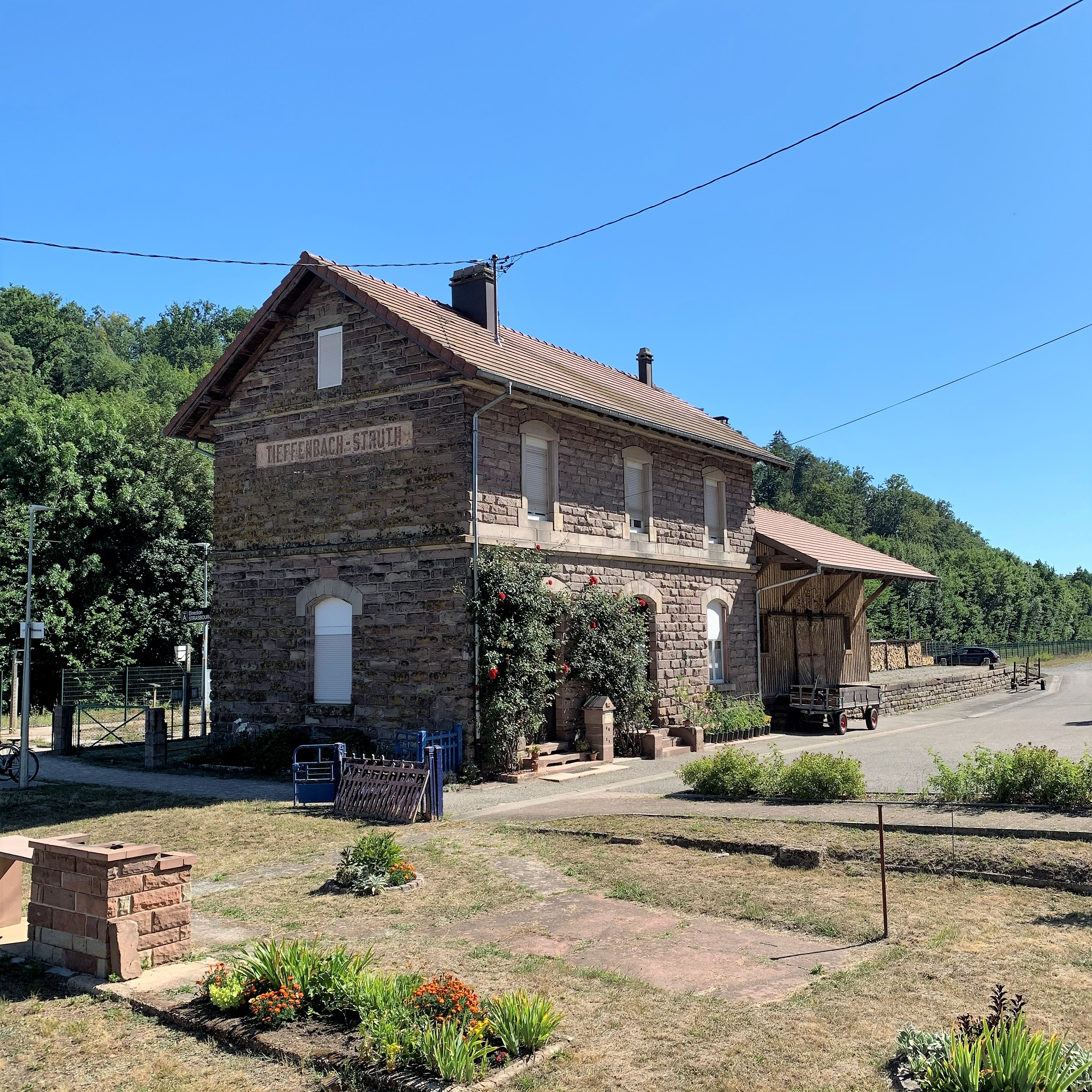
La gare de Tieffenbach - Struth.

- Transports en Alsace.
- Fluo Grand Est.

##### SNCF
- Gare de Tieffenbach - Struth,
- Gare de Wingen-sur-Moder,
- Gare de Diemeringen,
- Gare d'Ingwiller,
- Ancienne gare de Voellerdingen.

## Urbanisme

### Typologie
Au 1er janvier 2024, Frohmuhl est catégorisée commune rurale à habitat dispersé, selon la nouvelle grille communale de densité à sept niveaux définie par l'Insee en 2022.
Elle est située hors unité urbaine et hors attraction des villes,.

### Occupation des sols
L'occupation des sols de la commune, telle qu'elle ressort de la base de données européenne d’occupation biophysique des sols Corine Land Cover (CLC), est marquée par l'importance des territoires agricoles (65,2 % en 2018), en augmentation par rapport à 1990 (26 %). La répartition détaillée en 2018 est la suivante : 
terres arables (39,2 %), forêts (34,8 %), zones agricoles hétérogènes (26 %). L'évolution de l’occupation des sols de la commune et de ses infrastructures peut être observée sur les différentes représentations cartographiques du territoire : la carte de Cassini (XVIIIe siècle), la carte d'état-major (1820-1866) et les cartes ou photos aériennes de l'IGN pour la période actuelle (1950 à aujourd'hui).

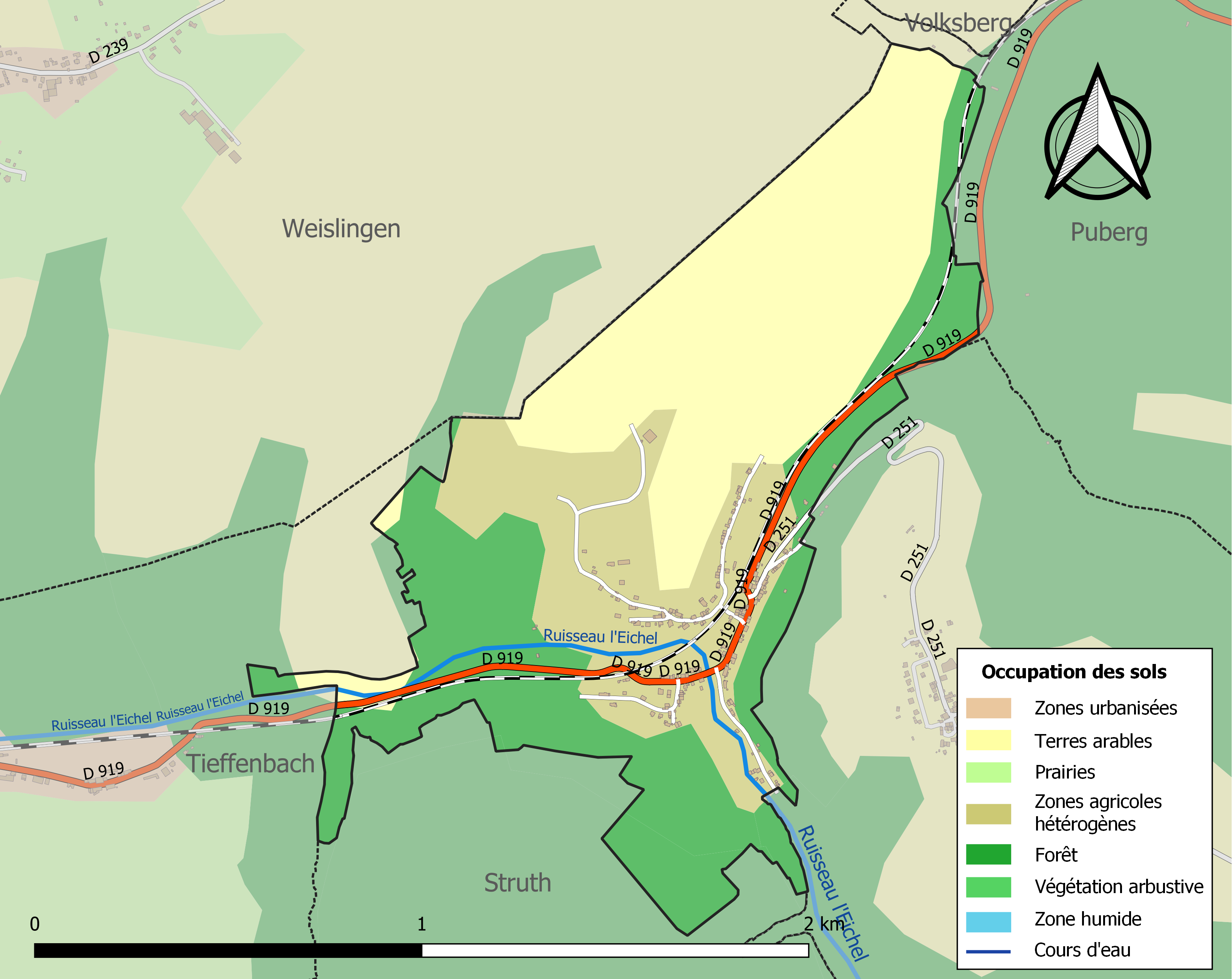
Carte des infrastructures et de l'occupation des sols de la commune en 2018 (CLC).

## Toponymie
- Fronemülin en 1299, Frohmühl en 1801.
- Frohmíl en francique rhénan[23].

## Histoire
Le village de Frohmuhl a été coupé en deux, depuis 1893, par la voie ferrée. Lors de la construction de celle-ci, l’ancien moulin seigneurial relevant du comté de La Petite Pierre et dont les armoiries de la commune rappellent le souvenir, a disparu.
Le lieu-dit Frohn Mühle, apparaît pour la première fois en 1299. D’autres activités sont citées au cours des siècles : verrerie en 1593, fonderie en 1611, puis forge d’armes en 1772.
Ancienne annexe de la paroisse de Tieffenbach, l'église paroissiale Saint-Gall a été construite en 1934 par la commune.

## Politique et administration

### Liste des maires
| Période                                  | Période                   | Identité                                        | Étiquette | Qualité                                                      |
| ---------------------------------------- | ------------------------- | ----------------------------------------------- | --------- | ------------------------------------------------------------ |
| Les données manquantes sont à compléter. |                           |                                                 |           |                                                              |
| mars 1977                                | janvier 2013              | Gaston Dann                                     | UMP       | Conseiller général du canton de La Petite-Pierre (2008-2013) |
| février 2013                             | 2014                      |                                                 |           |                                                              |
| 2014                                     | En cours (au 31 mai 2020) | Didier Follenius Réélu pour le mandat 2020-2026 |           | Ingénieur et cadre technique d'entreprise                    |

### Budget et fiscalité 2023

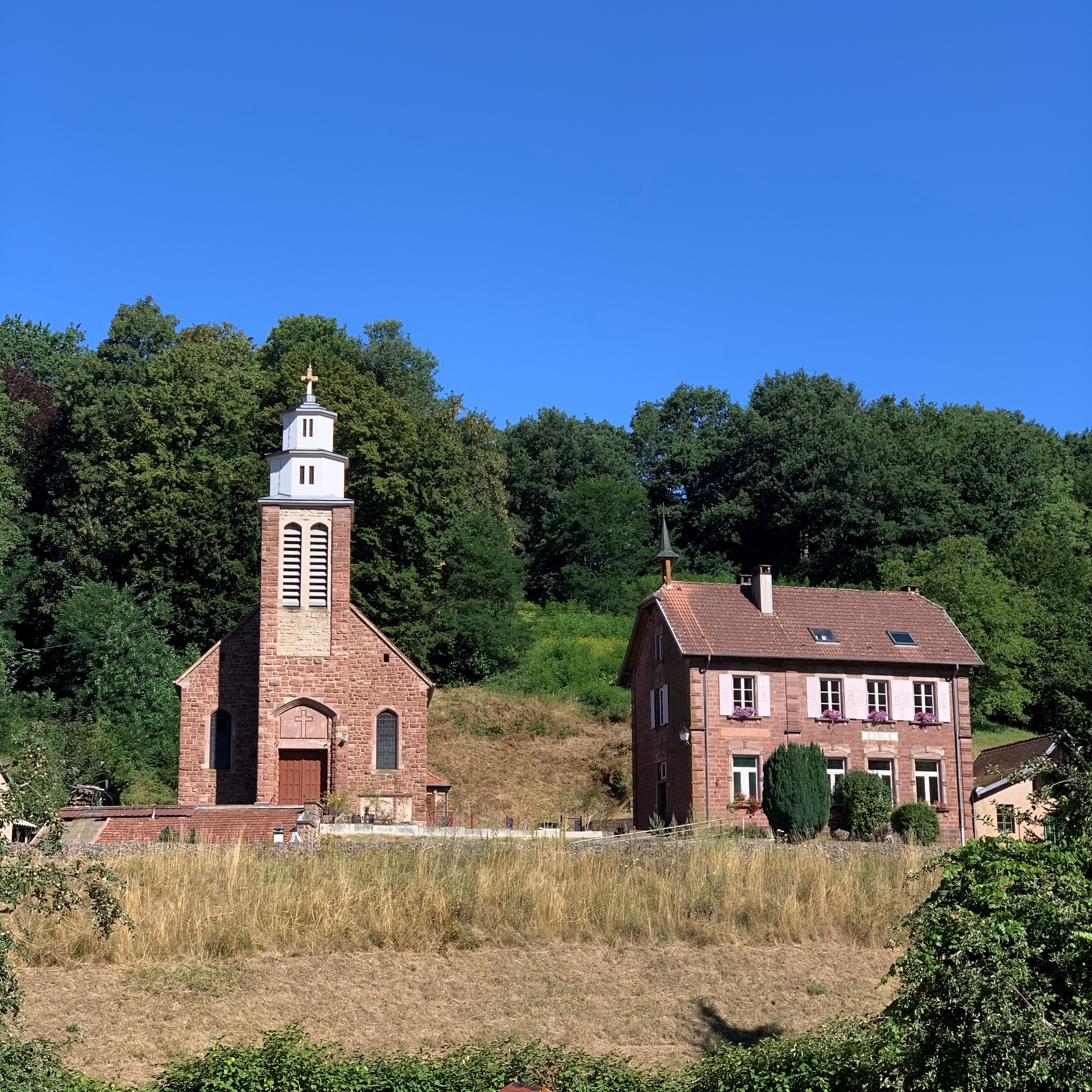
Église Saint-Gall et école de Frohmuhl.

En 2023, le budget de la commune était constitué ainsi :
- total des produits de fonctionnement : 291 000 €, soit 1 762 € par habitant ;
- total des charges de fonctionnement : 247 000 €, soit 1 496 € par habitant ;
- total des ressources d'investissement : 167 000 €, soit 1 010 € par habitant ;
- total des emplois d'investissement : 169 000 €, soit 1 023 € par habitant ;
- endettement : 166 000 €, soit 1 005 € par habitant.

Avec les taux de fiscalité suivants :
- taxe d'habitation : 11,10 % ;
- taxe foncière sur les propriétés bâties : 31,17 % ;
- taxe foncière sur les propriétés non bâties : 73,87 % ;
- taxe additionnelle à la taxe foncière sur les propriétés non bâties : 0,00 % ;
- cotisation foncière des entreprises : 0,00 %.

Chiffres clés Revenus et pauvreté des ménages en 2021 : médiane en 2021 du revenu disponible, par unité de consommation : 22 190 €.

## Population et société

### Démographie
L'évolution du nombre d'habitants est connue à travers les recensements de la population effectués dans la commune depuis 1793. Pour les communes de moins de 10 000 habitants, une enquête de recensement portant sur toute la population est réalisée tous les cinq ans, les populations de référence des années intermédiaires étant quant à elles estimées par interpolation ou extrapolation. Pour la commune, le premier recensement exhaustif entrant dans le cadre du nouveau dispositif a été réalisé en 2005.

En 2022, la commune comptait 157 habitants, en évolution de −14,21 % par rapport à 2016 (Bas-Rhin : +3,17 %, France hors Mayotte : +2,11 %).
| 1793 | 1800 | 1806 | 1821 | 1831 | 1836 | 1841 | 1846 | 1851 |
| ---- | ---- | ---- | ---- | ---- | ---- | ---- | ---- | ---- |
| 239  | 236  | 226  | 331  | 369  | 370  | 321  | 340  | 332  |

| 1856 | 1861 | 1866 | 1871 | 1875 | 1880 | 1885 | 1890 | 1895 |
| ---- | ---- | ---- | ---- | ---- | ---- | ---- | ---- | ---- |
| 314  | 342  | 384  | 353  | 360  | 324  | 308  | 317  | 306  |

| 1900 | 1905 | 1910 | 1921 | 1926 | 1931 | 1936 | 1946 | 1954 |
| ---- | ---- | ---- | ---- | ---- | ---- | ---- | ---- | ---- |
| 312  | 297  | 332  | 319  | 272  | 274  | 257  | 256  | 217  |

| 1962 | 1968 | 1975 | 1982 | 1990 | 1999 | 2005 | 2006 | 2010 |
| ---- | ---- | ---- | ---- | ---- | ---- | ---- | ---- | ---- |
| 242  | 241  | 206  | 199  | 200  | 208  | 191  | 189  | 185  |

| 2015 | 2020 | 2022 | - | - | - | - | - | - |
| ---- | ---- | ---- | - | - | - | - | - | - |
| 183  | 161  | 157  | - | - | - | - | - | - |

### Enseignement
Établissements d'enseignements :
- Écoles maternelles et primaires à Weislingen, Tieffenbach, Struth, Volksberg, Petersbach.
- Collèges à Wingen-en-Moder, Diemeringen, Drulingen, Lemberg, Sarre-Union.
- Lycées à Sarre-Union, Phalsbourg, Bouxwiller.

### Santé
Professionnels et établissements de santé :
- Médecins à La Petite-Pierre, Wingen-sur-Moder, Drulingen.
- Pharmacies à La Petite-Pierre, Wingen-sur-Moder, Drulingen.
- Hôpitaux à La Petite-Pierre, Wingen-sur-Moder, Drulingen.

### Cultes
- Culte catholique, communauté de paroisses Sources de la Moder[38], diocèse de Strasbourg.

## Économie

### Entreprises et commerces

#### Agriculture
- Exploitant agricole; Élevage d'autres animaux.

Actuellement, des vaches Highland sont élevées sur la commune pour rouvrir le fond de la vallée (maintien d'espaces ouverts).

#### Tourisme
- Restauration traditionnelle.
- Hébergements à  Petersbach, Hinsbourg, Lohr, La Petite-Pierre.

#### Commerces
- Commerces et services de proximité[39] à Wimmenau, Wingen-sur-Moder, Sarre-Union.

## Culture locale et patrimoine

### Lieux et monuments
Patrimoine religieux :
- Église Saint-Gall, inventoriée au patrimoine culturel[40],[41].

Chemin de croix.
Le mobilier de l'église paroissiale Saint-Gall.
- Croix monumentale[44].
- Croix de cimetière[45].
- Monument aux morts[46] : conflits commémorés : Guerres 1914-1918 - 1939-1945 - Indochine (1946-1954)[47].

Autres lieux :
- Lavoir[48].
- Accès à la Maison de l'Eau et de la Rivière (dans les limites administratives de Struth) et à l'étang du Donnenbach (dans les limites administratives de La Petite-Pierre).
- Mairie-école[49].
- Gare[50].

### Galerie

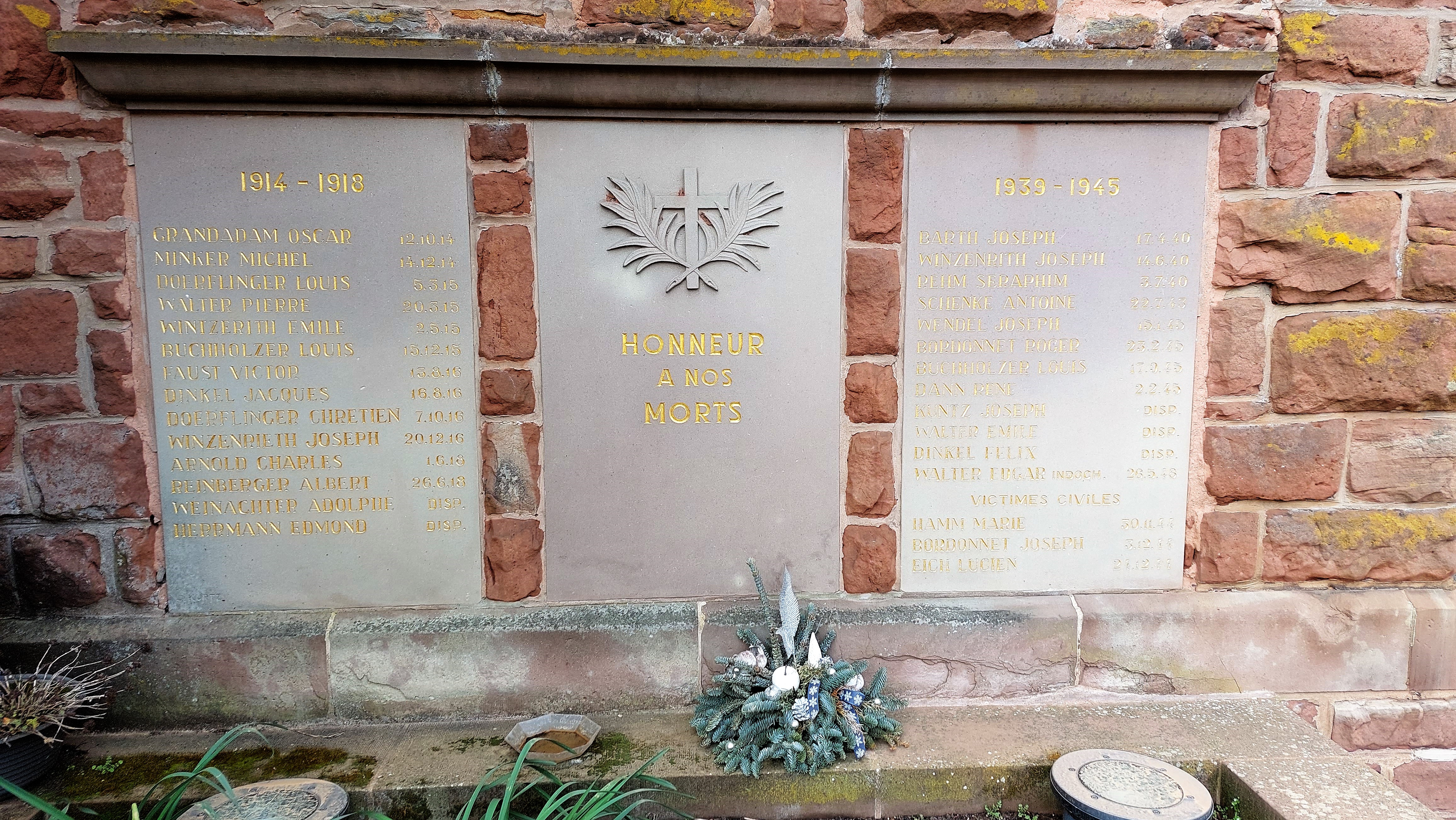
Le monument aux morts.
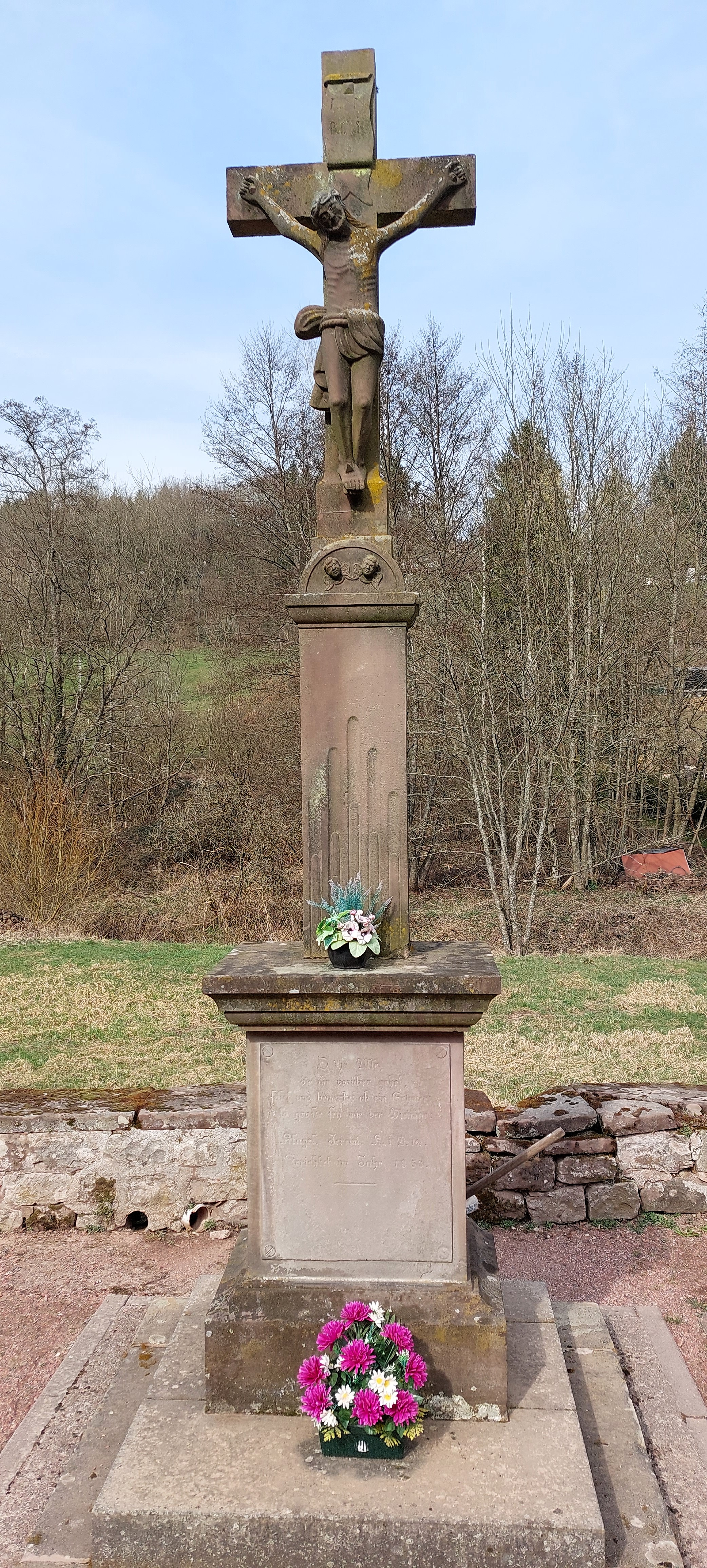
Croix de cimetière.
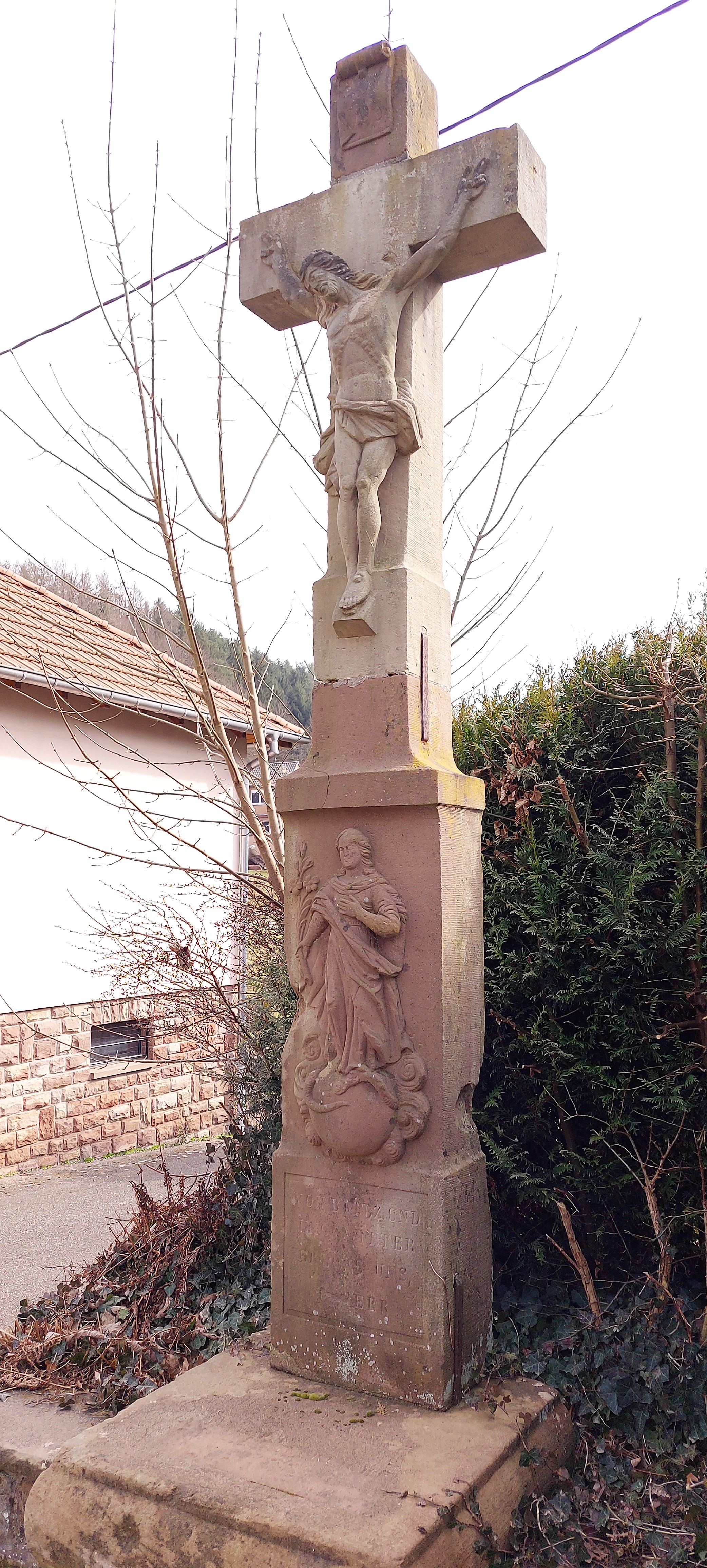
Calvaire.
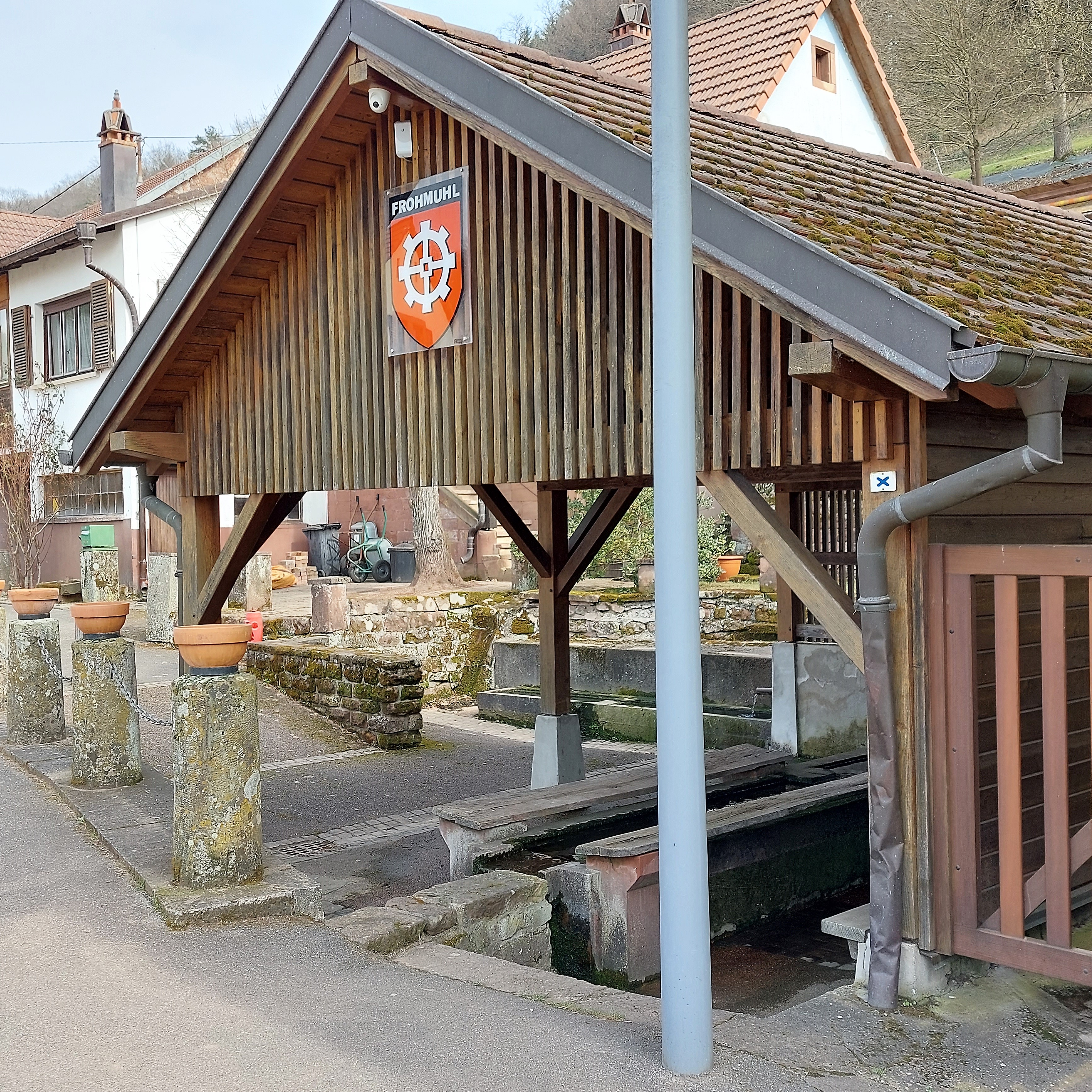
Lavoir rue principale.
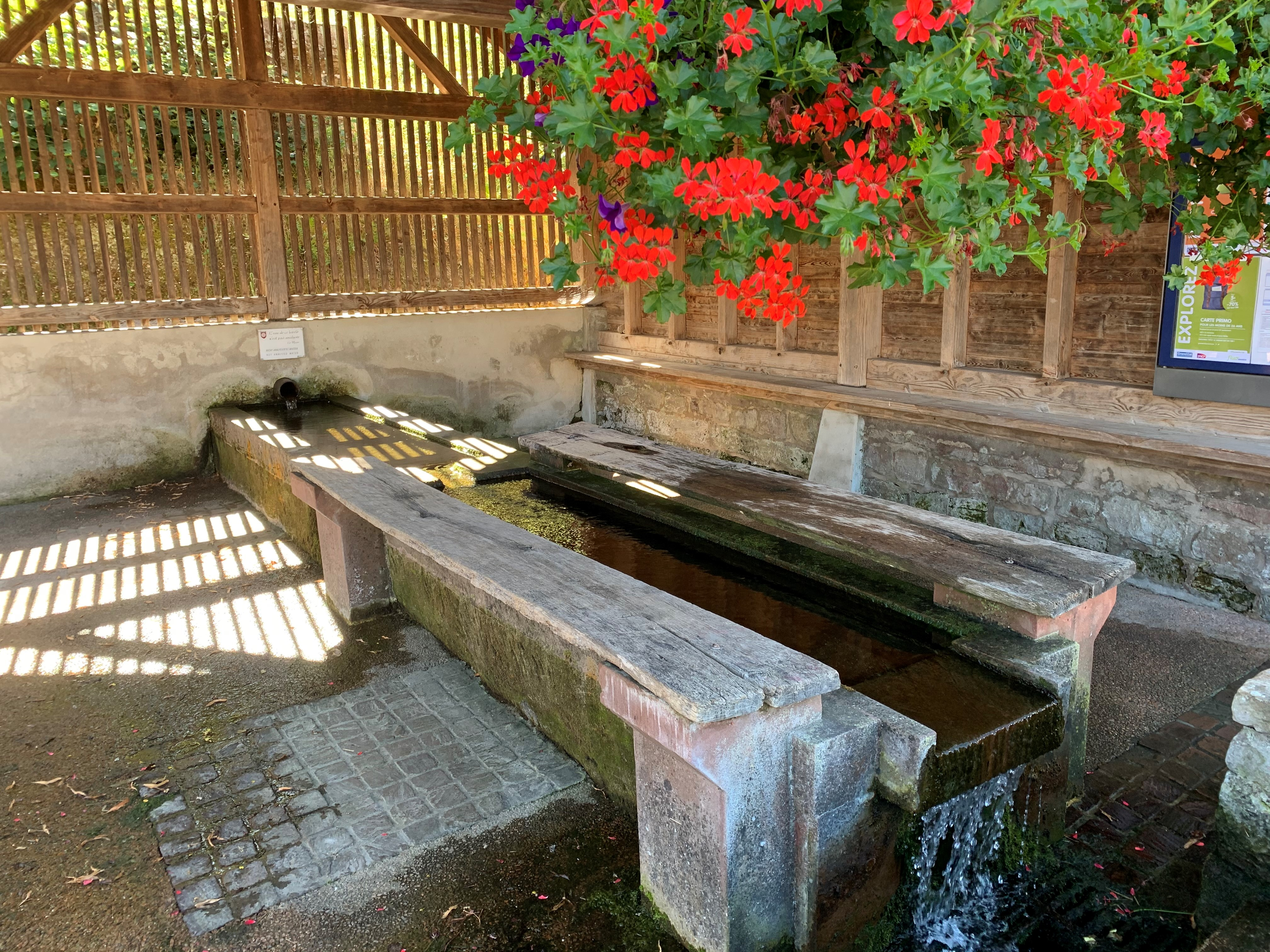
Lavoir.
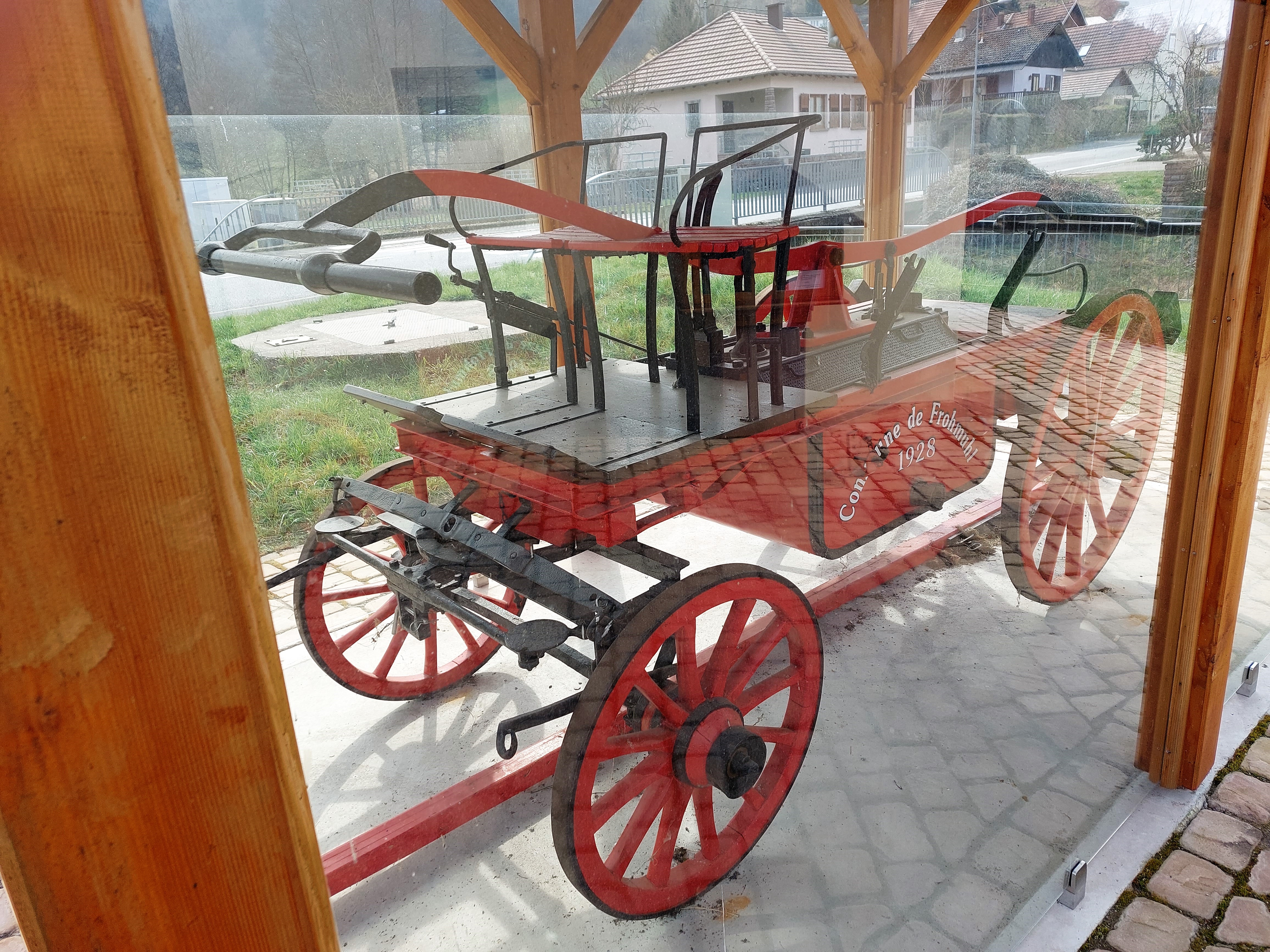
Ancien véhicule de pompiers.
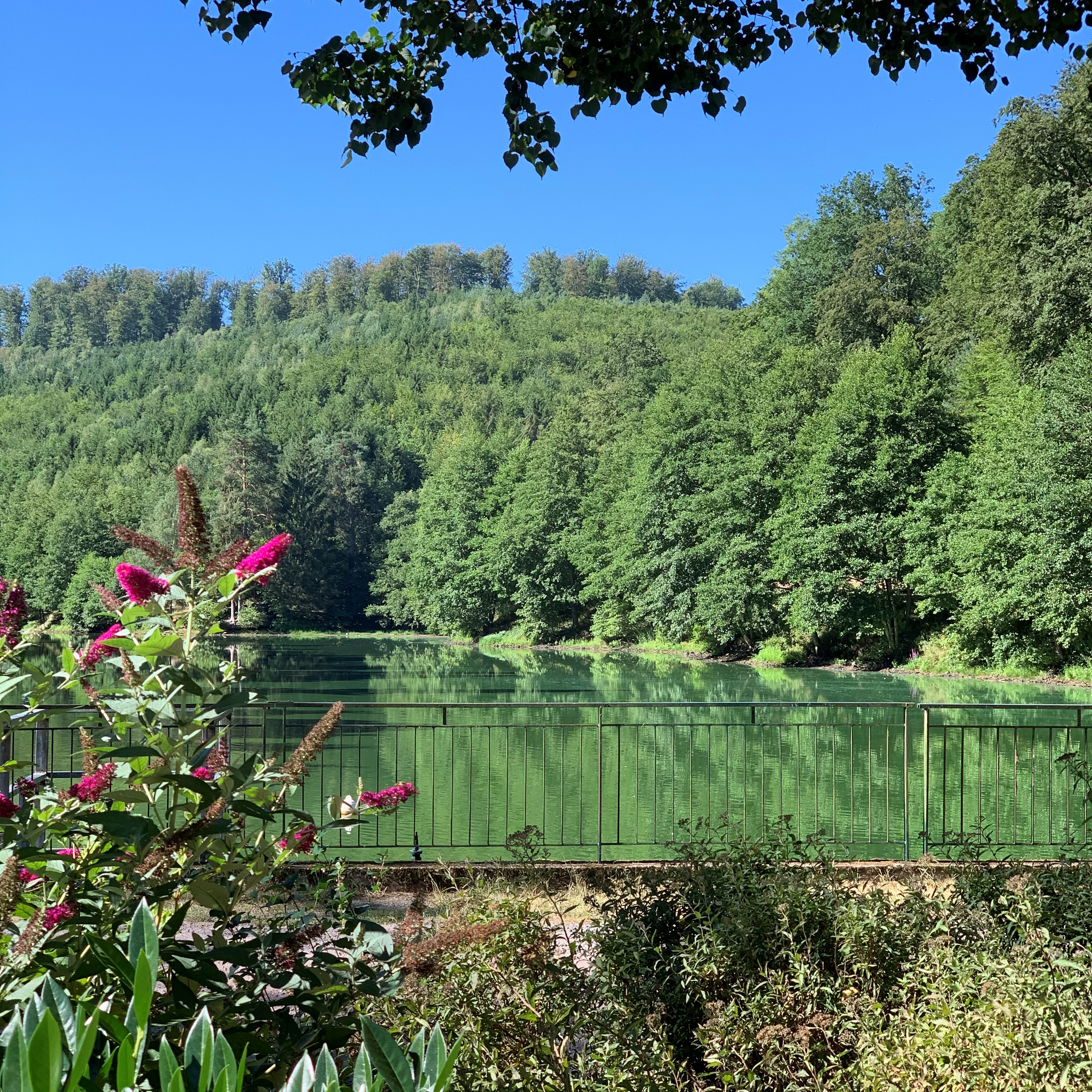
Étang du Donnenbach.

### Héraldique
| Blason de Frohmuhl (Bas-Rhin) | Blason  | De gueules à la roue de moulin d'argent. |
| Blason de Frohmuhl (Bas-Rhin) | Détails |                                          |